# 佐々木奈緒
佐々木 奈緒（ささき なお、3月6日 - ）は、日本の女性声優。大阪府出身。81プロデュース所属。

## 略歴
2016年、大阪市淀川区成人式で総合司会を担当。
2018年8月29日、世界初の声優によるバスケットボールリーグ「声優Jrバスケ3×3 SJ3.LEAGUE」の発足が決定され、そのチームである「ちぇるびあっち」に参加する。
2019年4月1日より81プロデュースに所属。

## 人物
方言は大阪弁。趣味としてサスペンスを見ること、特技としてバランスボールをそれぞれ挙げている。

## 出演
太字はメインキャラクター。

### テレビアニメ
2016年
- orange（生徒達）

2020年
- アルゴナビス from BanG Dream!（街の人、観客）
- のりものまん モービルランドのカークン（2020年 - 2022年、クレレ、キャリー、クーちゃん、ドロン 他）
- デュエル・マスターズ キング（女の子C、チュリスC）

2021年
- IDOLY PRIDE（佐伯遙子）
- 結城友奈は勇者である -大満開の章-

2022年
- 農民関連のスキルばっか上げてたら何故か強くなった。（少年の母親）
- メガトン級ムサシ（店員）
- 弱虫ペダル LIMIT BREAK（生徒）

2023年
- 女神のカフェテラス（バンドメンバーA、バンドメンバー）

2024年
- 佐々木とピーちゃん（後輩）
- 転生貴族、鑑定スキルで成り上がる（店員A、サムク町人） - 2シリーズ

2025年
- 外れスキル《木の実マスター》 〜スキルの実（食べたら死ぬ）を無限に食べられるようになった件について〜（住民）

### 劇場アニメ
- 漁港の肉子ちゃん（2021年、漁港の人々）

### Webアニメ
- 爆丸アーマードアライアンス（2020年、グランツC[17]）
- Artiswitch（ハルカのママ）

### ゲーム
- ガールズリボーン-生まれ変わった美少女-（2017年、ヴァルキリー、ダークナイト、ヘレンケラー）
- IDOLY PRIDE（2021年、佐伯遙子[18]）
- メガトン級ムサシ（2021年、八巻ミノリ、樋口あきえ、花巻楓）
- De:Lithe Last Memories（2024年、宝生ヒナ[19]）

### デジタルコミック
- この俺が、マグロ女子とのセックスなんかに溺れるワケがない。（2020年、小鳥遊椿）
- 青のアイリス（2021年、女子C）

### オーディオブック
- 人生（2019年[20]、二階堂彩香 ほか）
- 勇者に期待した僕がバカでした（2020年、ルビア、プルプラ[21]）
- 路地裏に怪物はもういない（2022年、エリザ ほか[22]）

### 吹き替え
- 5時から7時の恋人カンケイ（マーク）

### テレビ
- ゴー!ゴー!キッチン戦隊クックルン（2021年、小松2）

### 朗読
- 第58回81LIVESALON「〜声瞬〜81新ジュニア落語会」（2019年7月13日、81LIVE SALON）[23]

## ディスコグラフィ

### キャラクターソング
| 発売日         | 商品名                                                  | 歌                                           | 楽曲                                                  | 備考                                          |
| -------------- | ------------------------------------------------------- | -------------------------------------------- | ----------------------------------------------------- | --------------------------------------------- |
| 2020年5月10日  | Shine Purity〜輝きの純度〜                              | 星見プロダクション                           | 「Shine Purity〜輝きの純度〜」                        | 『IDOLY PRIDE』関連曲                         |
| 2021年2月10日  | IDOLY PRIDE                                             | 星見プロダクション                           | 「IDOLY PRIDE」                                       | テレビアニメ『IDOLY PRIDE』オープニングテーマ |
| 2021年2月10日  | IDOLY PRIDE                                             | 星見プロダクション                           | 「The Sun, Moon and Stars」                           | テレビアニメ『IDOLY PRIDE』エンディングテーマ |
| 2021年2月10日  | IDOLY PRIDE                                             | 星見プロダクション                           | 「サヨナラから始まる物語」                            | 『IDOLY PRIDE』関連曲                         |
| 2021年3月10日  | Shining Days                                            | サニーピース                                 | 「Shining Days」 「SUNNY PEACE HARMONY」              | 『IDOLY PRIDE』関連曲                         |
| 2021年10月27日 | IDOLY PRIDE Collection Album [奇跡]                     | 星見プロダクション                           | 「Fight oh! MIRAI oh!」                               | 『IDOLY PRIDE』関連曲                         |
| 2021年10月27日 | IDOLY PRIDE Collection Album [奇跡]                     | サニーピース                                 | 「サマー♡ホリデイ」                                   | 『IDOLY PRIDE』関連曲                         |
| 2021年12月22日 | IDOLY PRIDE Collection Album [約束]                     | サニーピース                                 | 「EVERYDAY! SUNNYDAY!」 「song for you」              | 『IDOLY PRIDE』関連曲                         |
| 2021年12月22日 | IDOLY PRIDE Collection Album [約束]                     | 星見プロダクション                           | 「Pray for you」                                      | 『IDOLY PRIDE』関連曲                         |
| 2022年6月29日  | それを人は“青春”と呼んだ                                | サニーピース                                 | 「全力！絶対！！カウントダウン！！！」                | 『IDOLY PRIDE』関連曲                         |
| 2023年2月1日   | IDOLY PRIDE Collection Album [未来]                     | サニーピース                                 | 「SUNNY PEACE for You and Me！」                      | 『IDOLY PRIDE』関連曲                         |
| 2023年5月24日  | Gemstones                                               | 星見プロダクション                           | 「Gemstones」                                         | 『IDOLY PRIDE』関連曲                         |
| 2023年5月24日  | Gemstones                                               | 佐伯遙子（佐々木奈緒）                       | 「voyage」                                            | 『IDOLY PRIDE』関連曲                         |
| 2023年12月6日  | Let'sGo!Let'sGo!ピース！ピース！                        | サニーピース                                 | 「Let'sGo!Let'sGo!ピース！ピース！」 「Daytime Moon」 | 『IDOLY PRIDE』関連曲                         |
| 2024年3月20日  | IDOLY PRIDE Collection Album [chronicle]                | 星見プロダクション                           | 「MELODIES」                                          | 『IDOLY PRIDE』関連曲                         |
| 2024年3月20日  | IDOLY PRIDE Collection Album [chronicle]                | サニーピース                                 | 「Hi5でピースサイン！」                               | 『IDOLY PRIDE』関連曲                         |
| 2024年3月20日  | IDOLY PRIDE Collection Album [chronicle]                | 一ノ瀬怜（結城萌子）、佐伯遙子（佐々木奈緒） | 「Do you believe in music?」                          | 『IDOLY PRIDE』関連曲                         |
| 2025年1月22日  | ラブリー♡♡♡♡♡♡                                          | サニーピース                                 | 「ラブリー♡♡♡♡♡♡」 「MELODIES（サニーピースver.）」   | 『IDOLY PRIDE』関連曲                         |
| 2025年3月19日  | IDOLY PRIDE Collection Album [Resonance]                | 星見プロダクション                           | 「パラダイス！」 「星色のカレイドスコープ」           | 『IDOLY PRIDE』関連曲                         |
| 2025年3月19日  | IDOLY PRIDE Collection Album [Resonance] 初回生産限定盤 | 佐伯遙子（佐々木奈緒）                       | 「星色のカレイドスコープ」                            | 『IDOLY PRIDE』関連曲                         |
| 2025年7月9日   | ありがとう to You                                       | 星見オールスターズ                           | 「ありがとう to You」                                 | 『IDOLY PRIDE』関連曲                         |